# José Alonso Liste
José Antonio Alonso Liste (Lugo, 26 de abril de 1990) es un piloto de automovilismo español. Actualmente disputa pruebas del Campeonato de España de Montaña y del Campeonato de Europa de Montaña con un Ginetta G50.

## Trayectoria

### Karting
Desde los 4 años empezó en el karting su afición por el mundo del motor, inculcada por su padre que fue el primero en enseñarle de pequeño a pilotar. El pequeño “Jose” pronto demostró tener dotes para la conducción y en 1997, con solo siete años de edad, se inició de manera oficial en campeonatos regionales quedando 6.º en la categoría Cadete del campeonato Gallego, el año siguiente sería octavo y subcampeón del Campeonato de Castilla y León. Repetiría ambos resultados el año siguiente. En el año 2000 fue quinto en el campeonato español, logrando una pole y una vuelta rápida.
Entre 2001 y 2006 logró ser en este orden subcampeón en la categoría Inter-A del campeonato de Galicia, sexto en la categoría cadete del campeonato de Cataluña, tercero y cuarto del campeonato de España de Karting Fórmula Rotax, Campeón del campeonato de Castilla y León del Rotax Júnior, tercero del campeonato de Castilla y León de Karting fórmula 125 y tercero del campeonato de España de Karting en la categoría Rotax Max.

### Fórmulas
En 2006 realizó tests con un Fórmula BMW, la temporada 2007 disputó el Master Junior Fórmula quedando noveno y en el año 2008 participó en la última temporada del Campeonato de España de Fórmula 3 con un coche de la categoría copa logrando dos podios y terminando sexto con la escudería Hache Team. En 2009 y 2010 participó en la Fórmula Palmer Audi, logrando dos victorias en dos años y luchando por conseguir unos buenos resultados que le beneficiaran para competir en la Fórmula 2, pero no lo consiguió. 
Para el año 2010 se anunció que José correría en la Fórmula 2 tras participar en los test de pretemporada a principios de año, pero no participó en la temporada debido a que la Junta de Galicia le retiró el apoyo que le había prometido de manera verbal.

### Rallyes y subidas
Aún en los circuitos, en 2011 participó en la última temporada de la MINI Challenge España, consiguió quedar subcampeón siendo el mejor piloto individual. Tras ello decidió dar el salto a una nueva disciplina para él como era el Campeonato de España de Rallyes aprovechando su MINI y siendo por lo tanto el primer Mini que correría en España con una preparación específica para rallyes.
Tras un año de parón, en 2014 crea el equipo AlonsoListe Motorsport para seguir compitiendo en los rallies con un equipo propio y con Javier Prieto como copiloto. En 2018 se inició en la montaña consiguiendo en su primer año estar entre los 10 mejores del campeonato de España. En 2019 cambia a su Ginetta actual siguiendo en el campeonato de montaña. En 2022 y tras conseguir de nuevo el apoyo de la Junta de Galicia participa en 4 pruebas del Campeonato de Europa de Montaña, llegando a conseguir tres terceros lugares en su grupo. En 2023 repite programa en el campeonato europeo donde mejora sus resultados de la temporada anterior y queda cuarto en los vehículos del Grupo 2 y decimoctavo en la general scratch. En 2024 disputa pruebas sueltas sin continuidad de ambos campeonatos, contando como novedad con los alumnos del CIFP As Mercedes de Lugo como preparadores de su Ginetta.

## Resumen de trayectoria

### Circuitos
| Temporada | Series                                      | Escudería           | Carreras | Victorias | Poles | VR | Podios | Puntos | Pos. |
| --------- | ------------------------------------------- | ------------------- | -------- | --------- | ----- | -- | ------ | ------ | ---- |
| 2007      | Master Junior Fórmula                       | -                   | 12       | 0         | 0     | 0  | 1      | 111    | 9.º  |
| 2008      | Campeonato de España de F3                  | Hache International | 15       | 0         | 0     | 0  | 0      | 5      | 19.º |
| 2008      | Campeonato de España de F3 - Copa de España | Hache International | 15       | 0         | 0     | 1  | 2      | 25     | 6.º  |
| 2009      | Formula Palmer Audi                         | Motorsport Vision   | 16       | 1         | 1     | 0  | 1      | 156    | 11.º |
| 2010      | Formula Palmer Audi                         | Motorsport Vision   | 20       | 1         | 4     | 6  | 8      | 298    | 5.º  |
| 2011      | MINI Challenge España                       | Lugauto             | 17       | 0         | 0     | 1  | 5      | 224    | 2.º  |
| Fuente:   |                                             |                     |          |           |       |    |        |        |      |

### Rallyes y Montaña
| Temporada | Series                               | Escudería              | Pruebas | Victorias | Podios | Puntos  | Pos.    |
| --------- | ------------------------------------ | ---------------------- | ------- | --------- | ------ | ------- | ------- |
| 2012      | Campeonato de España de Rally        | ?                      | ?       | ?         | ?      | ?       | ?       |
| 2013      | Campeonato de España de Rally        | ?                      | 4       | 0         | 0      | 25      | 27º     |
| 2014      | Campeonato de España de Rally        | AlonsoListe Motorsport | 6       | 0         | 0      | 50      | 16.º    |
| 2015      | Campeonato de España de Rally        | AlonsoListe Motorsport | 6       | 0         | 0      | 45      | 16.º    |
| 2016      | Campeonato de España de Rally        | AlonsoListe Motorsport | 5       | 0         | 0      | 38      | 18.º    |
| 2017      | Campeonato de España de Rally        | AlonsoListe Motorsport | 2       | 0         | 0      | 5       | 65º     |
| 2018      | Campeonato de España de Montaña - C3 | AlonsoListe Motorsport | ?       | ?         | ?      | 33      | 10.º    |
| 2019      | Campeonato de España de Montaña - C3 | AlonsoListe Motorsport | ?       | ?         | ?      | 44      | 7.º     |
| 2021      | Campeonato de España de Montaña - C1 | AlonsoListe Motorsport | ?       | ?         | ?      | 54      | 5.º     |
| 2022      | Campeonato de España de Montaña - C1 | AlonsoListe Motorsport | 2       | 0         | 1      | 33      | NC      |
| 2022      | Campeonato de Europa de Montaña - G3 | AlonsoListe Motorsport | 4       | 0         | 0      | 45      | 17.º    |
| 2023      | Campeonato de Europa de Montaña - G2 | AlonsoListe Motorsport | 5       | 0         | 3      | 60      | 4.º     |
| 2024      | Campeonato de España de Montaña - C2 | AlonsoListe Motorsport | 1       | 1         | 1      | no apto | no apto |
| 2024      | Campeonato de Europa de Montaña - G1 | AlonsoListe Motorsport | 3       | 0         | 1      | 26      | 37.º    |

## Resultados

### Campeonato de España de F3
Carreras en negrita indican pole position, carreras en cursiva indican vuelta rápida.
| Año  | Equipo              | 1         | 2        | 3        | 4        | 5         | 6        | 7        | 8       | 9        | 10      | 11       | 12       | 13       | 14        | 15       | 16       | 17       | Pos  | Pts |
| ---- | ------------------- | --------- | -------- | -------- | -------- | --------- | -------- | -------- | ------- | -------- | ------- | -------- | -------- | -------- | --------- | -------- | -------- | -------- | ---- | --- |
| 2008 | Hache International | JAR 1 Ret | JAR 2 NC | SPA 1 24 | SPA 2 17 | ALB 1 DNS | ALB 2 16 | VSC 1 14 | VSC 2 7 | VF1 2 10 | MAG 1 9 | MAG 2 NC | CHE 1 14 | CHE 2 16 | JER 1 DNS | JER 2 13 | CAT 1 15 | CAT 2 13 | 20.º | 5   |

### Fórmula Palmer Audi
Carreras en negrita indican pole position, carreras en cursiva indican vuelta rápida.
| Año  | N.º | 1         | 2       | 3       | 4       | 5       | 6         | 7       | 8       | 9         | 10      | 11      | 12        | 13      | 14        | 15      | 16       | 17      | 18    | 19    | 20    | Pos  | Puntos |
| ---- | --- | --------- | ------- | ------- | ------- | ------- | --------- | ------- | ------- | --------- | ------- | ------- | --------- | ------- | --------- | ------- | -------- | ------- | ----- | ----- | ----- | ---- | ------ |
| 2009 | 9   | BRH 1 Ret | BRH 2 7 | BRH 3 8 | SIL 1 9 | SIL 2 1 | SIL 3 Ret | SNE 1 7 | SNE 2 9 | OUL 1 DNS | OUL 2 8 | OUL 3 9 | BRH 1 Ret | BRH 2 5 | BRH 3 Ret | SIL 1 5 | SIL 2 12 | SIL 3 9 | SNE 1 | SNE 2 | SNE 3 | 11.º | 156    |